# Phiên tòa Nürnberg

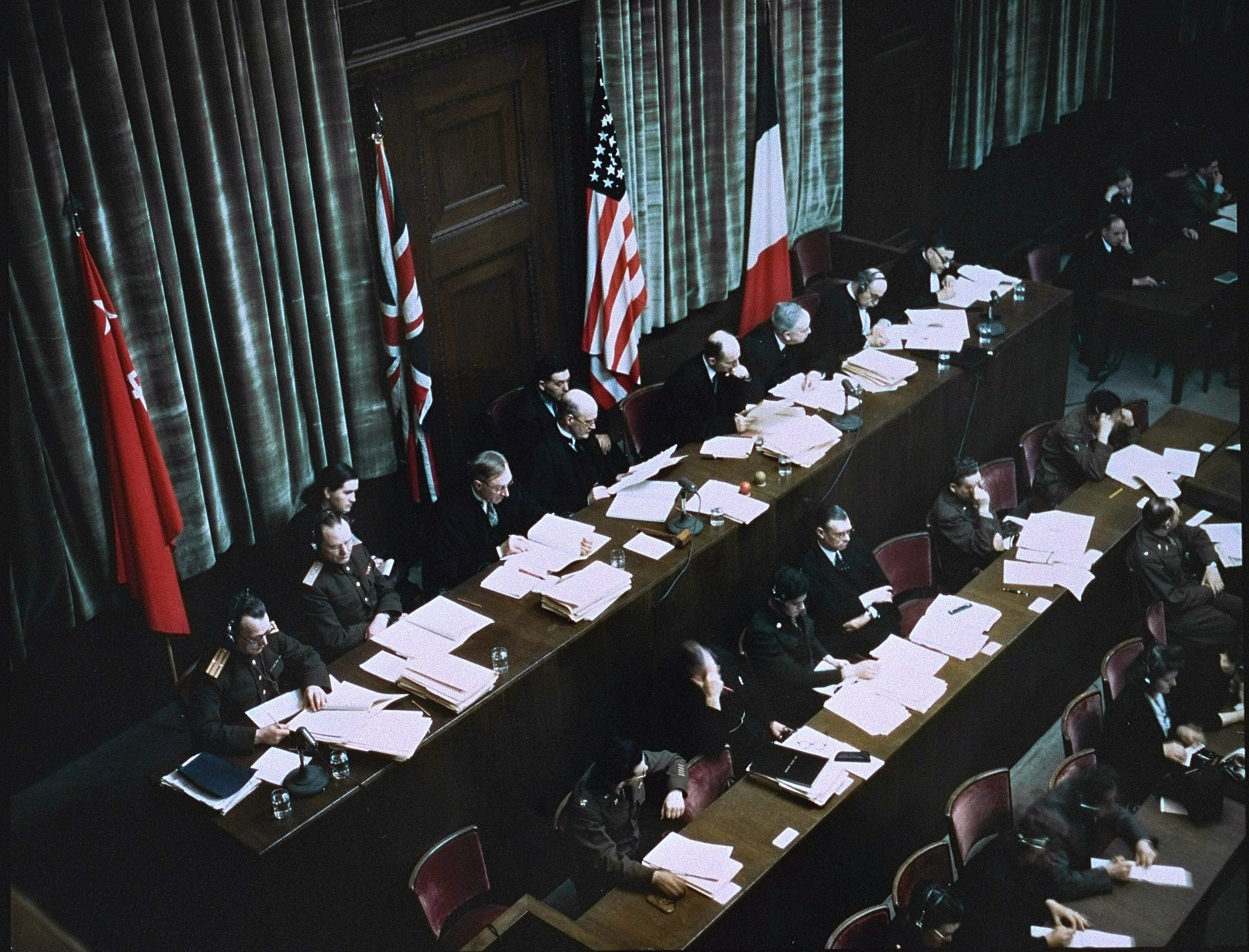
Ảnh chụp Hội đồng thẩm phán từ trên cao, năm 1945

Phiên tòa Nürnberg (tiếng Đức: Nürnberger Prozesse) là các phiên xét xử quân sự quân Đồng Minh mở ở Nürnberg, Đức theo luật quốc tế và luật chiến tranh sau Thế chiến thứ hai, nổi tiếng vì truy tố các lãnh đạo chính trị, quân sự, tư pháp và kinh tế của Đức Quốc Xã đã kế hoạch, tiến hành hoặc tham gia cuộc Đại tàn sát và những tội chiến tranh khác; những phán quyết này đánh dấu bước ngoặt giữa luật quốc tế cổ điển và đương đại.
Phiên tòa đầu tiên và nổi tiếng nhất là của những tội phạm chiến tranh chính trước Tòa án Quân sự Quốc tế, Norman Birkett gọi "phiên tòa lớn nhất trong lịch sử," một trong các thẩm phán Anh có mặt trong suốt. Từ ngày 20 tháng 11 năm 1945 đến ngày 1 tháng 10 năm 1946, Tòa được giao nhiệm vụ xét xử 24 trong các lãnh đạo chính trị, quân sự quan trọng nhất của Đế chế thứ ba, bị tố mưu chiến, phạm tội tội ác chống lại hòa bình, tội ác chiến tranh cũng như tội ác chống lại loài người.
Adolf Hitler, Wilhelm Burgdorf, Hans Krebs và Joseph Goebbels đều đã tự tử trong mùa xuân năm 1945 để tránh bị bắt giữ. Heinrich Himmler bị bắt và tự tử một ngày sau khi bị bắt bởi quân Anh. Krebs và Burgdorf tự sát hai ngày sau Hitler ở cùng nơi. Reinhard Heydrich bị ám sát bởi đảng phái Séc năm 1942. Josef Terboven tự sát bằng thuốc nổ ở Na Uy năm 1945. Adolf Eichmann chạy trốn đến Argentina để tránh bị bắt giữ, nhưng bị bắt giữ bởi Cục tình báo Israel (Mossad) và treo cổ năm 1962. Miklós Horthy là nhân chứng trong phiên tòa Bộ trưởng diễn ra ở Nürnberg năm 1948.
Phán quyết cuối cùng của tòa án bao gồm án tử hình đối với mười hai bị cáo: Martin Bormann (vắng mặt), Hans Frank, Wilhelm Frick, Hermann Göring (tự tử trước khi thi hành bản án), Alfred Jodl, Ernst Kaltenbrunner, Wilhelm Keitel, Joachim von Ribbentrop, Alfred Rosenberg, Fritz Sauckel, Arthur Seyss-Inquart và Julius Streicher. Bảy bị cáo nhận án tù từ mười năm đến tù chung thân: Karl Dönitz, Walther Funk, Rudolf Hess, Konstantin von Neurath, Erich Raeder, Baldur von Schirach và Albert Speer. Ba bị cáo được tha bổng là Hans Fritzsche, Franz von Papen và Hjalmar Schacht. Hai bị cáo còn lại không được tuyên án, Robert Ley tự tử trước khi phiên tòa bắt đầu, Gustav Krupp không được xét xử vì lí do sức khỏe.
Bài này chủ yếu nói về phiên tòa đầu tiên, được triệu tập bởi IMT. Những phiên tòa sau đó được triệu tập bởi Tòa án Quân sự Nürnberg (NMT) do Hòa Kỳ tổ chức, bao gồm phiên tòa Bác sĩ và phiên tòa Thẩm phán. Tương tự như Nürnberg, Tòa án Quân sự Quốc tế vùng Viễn Đông được lập ra để xét xử những tội ác trên mặt trận Thái Bình Dương.
Việc phân loại các tội danh và sự hình thành của tòa án thể hiện một tiến bộ pháp lý mà sau này được dùng bởi Liên Hợp Quốc để phát triển một bộ luật quốc tế cụ thể cho các vấn đề tội ác chiến tranh, tội ác chống lại loài người, chiến tranh xâm lược, cũng như sự thành lập của Tòa án Hình sự Quốc tế. Bản cáo trạng Nürnberg cũng lần đầu tiên đề cập đến nạn diệt chủng trong pháp luật quốc tế (Điều ba, tội ác chiến tranh: "sự tiêu diệt các nhóm chủng tộc và dân tộc, chống lại quần thể nhân dân của một số khu vực bị chiếm đóng nhằm tiêu diện chủng tộc và tầng lớp và các nhóm quốc gia, chủng tộc hoặc tôn giáo nhất định, cụ thể là người Do Thái, người Ba Lan, người Di-gan và những nhóm khác.")

## Tiền lệ lịch sử
Thông thường, một hiệp ước hòa bình giữa các cường quốc được sử dụng để phán xét và giải quyết các mâu thuẫn và thiệt hại, trao chiến lợi phẩm cho kẻ chiến thắng và buộc kẻ bại trận bồi thường. Để chấm dứt xung đột, một hiệp ước hòa bình luôn đi kèm với một điều khoản ân xá nghiêm cấm việc khơi dậy hoặc tố cáo những tội ác gây ra trong chiến tranh. Một điều khoản ân xá như thế đã xuất hiện từ thời Hy Lạp cổ đại: "Sau khi Ba mươi Bạo chúa bị đuổi khỏi Athens, Thrasybulus đề ra đạo luật được dân Athens chấp thuận rằng cả hai bên sẽ quên hết mọi thứ diễn ra trong chiến tranh: bắt đầu từ thời điểm này thuật ngữ ân xá được sử dụng." Những điều khoản ân xá thế này vẫn còn đến năm 1962 trong Hiệp định Évian kết thúc cuộc chiến tranh Algérie.
Chấm dứt một cuộc chiến tranh bằng cách thành lập một tòa án và quy trình pháp lý xét xử lãnh đạo của những nước thua cuộc là một hành động chưa từng có tiền lệ trong lịch sử. Napoleon là một trong những lãnh đạo đầu tiên mà việc xét xử hình sự bởi một tòa án quốc tế được đưa ra:
Đặc biệt phổ biến ở nước Anh, ý tưởng về việc xét xử bởi các đại diện của tất cả quốc gia ở châu Âu, có điều gì đó hấp dẫn; đó sẽ là phán xét vĩ đại và quyền lực nhất lịch sử thế giới; ta có thể phát triển những nguyên tắc cho luật pháp quốc tế... và dù mọi chuyện như thế nào, đó sẽ là một dấu mốc lớn trong lịch sử— Joseph de Maistre

Một trong những tòa án có thẩm quyền đa quốc gia xuất hiện từ năm 1899, khi Tòa án Trọng tài thường trực được thành lập và tồn tại đến ngày nay, tuy nhiên không được công nhận thẩm quyền hình sự.
Ý tưởng về một tòa án hình sự quốc tế có từ Chiến tranh thế giới thứ nhất và bắt nguồn từ những hiệp định chấm dứt nó:
- Điều 227 của Hòa ước Versailles bao gồm bản cáo trạng của Hoàng đế Wilhelm II: "một tội ác chống lại đạo đức quốc tế và sự tôn nghiêm của các hiệp ước". Nó cũng đặt ra nền tảng cho một tòa án đặc biệt bao gồm đại diện của Mỹ, Anh, Pháp, Ý và Nhật Bản. Điều 228 yêu cầu xét xử các tội phạm chiến tranh, được thực hiện bởi chính phủ Đức mới, và phải dẫn độ khi có yêu cầu.

Tuy nhiên những quy định không thể được áp dụng trong thực tiễn:
- Chính phủ Hà Lan, nơi Wilhelm II ẩn náu, từ chối thực hiện nó do tính hồi tố của nó. Phiên tòa vì thế không được diễn ra.[7].
- Cộng hòa Weimar giải thích cho quân Đồng Minh rằng việc dẫn độ sẽ gây nên một cuộc chống đối toàn diện, làm suy yếu tính bền vững của chính phủ. Vì thế, việc xét xử các tội phạm chiến tranh, hay ít nhất một phần của nó, diễn ra tại Đức trước Reichsgericht (Tòa Dân sự Tối cao) tại Leipzig từ tháng 5 năm 1921 đến tháng 12 năm 1922. Kết quả nằm ngoài dự đoán: trong số 901 bị cáo, 888 người được tha bổng. 13 người còn lại nhận những bản án nhẹ nhưng cũng không phải thực hiện chúng.[8]
- Hòa ước Sèvres không được phê chuẩn; Hiệp ước Lausanne thay thế nó không đưa ra những quy định về Cộng hòa Thổ Nhĩ Kỳ.

Năm 1922, Toà án Thường trực Công lý Quốc tế được thành lập. Không khác những tòa án trước đó, nó không có thẩm quyền hình sự và tan rã năm 1946 với sự thành lập của Liên Hợp Quốc.

## Nguồn gốc

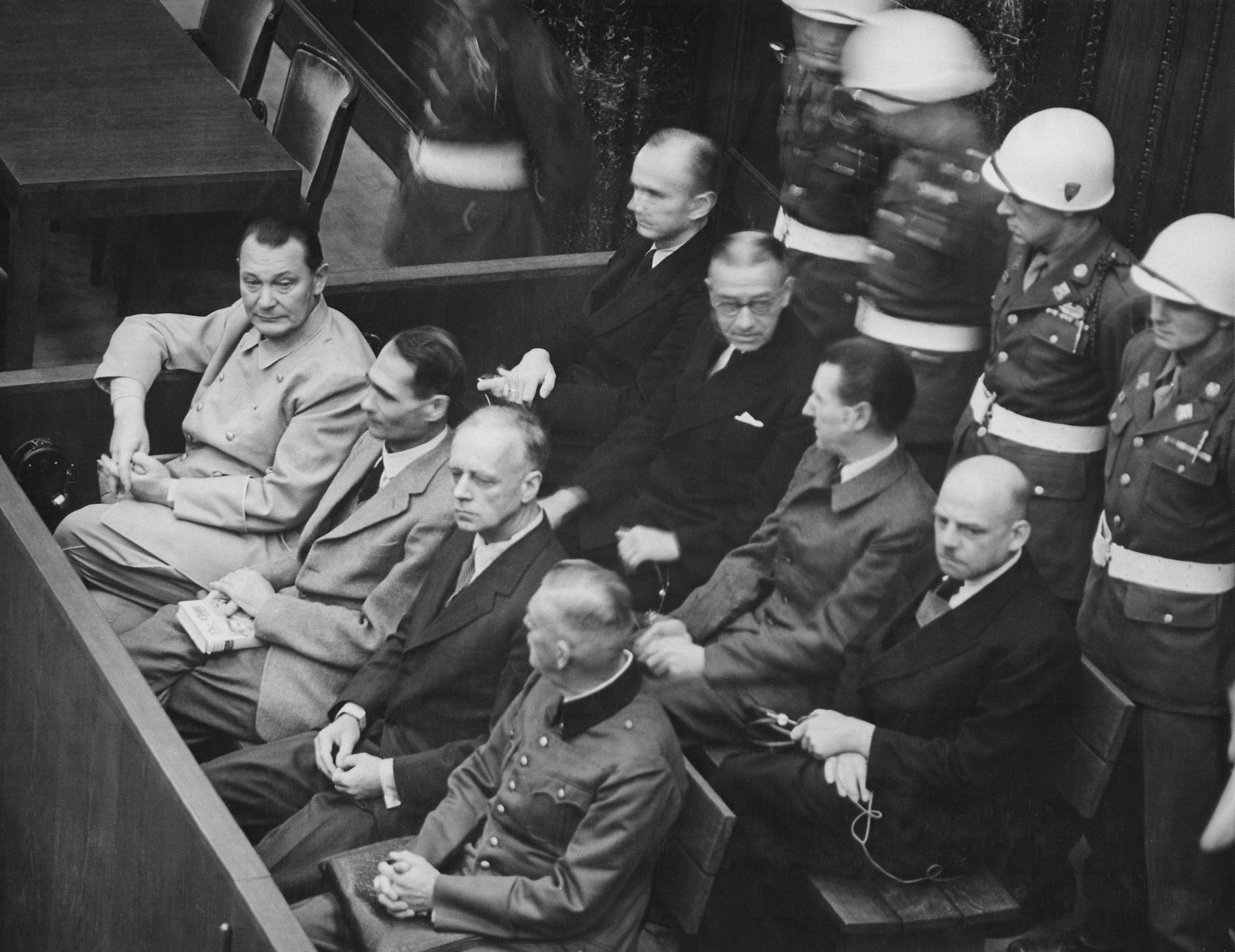
Bị cáo trong tại phiên tòa Nürnberg. Mục tiêu chính của vụ truy tố là Hermann Göring (rìa bên trái hàng ghế đầu tiên), được xem là chỉ huy còn sống quan trọng nhất của Đệ tam Quốc Xã sau cái chết của Hitler.

### Địa điểm

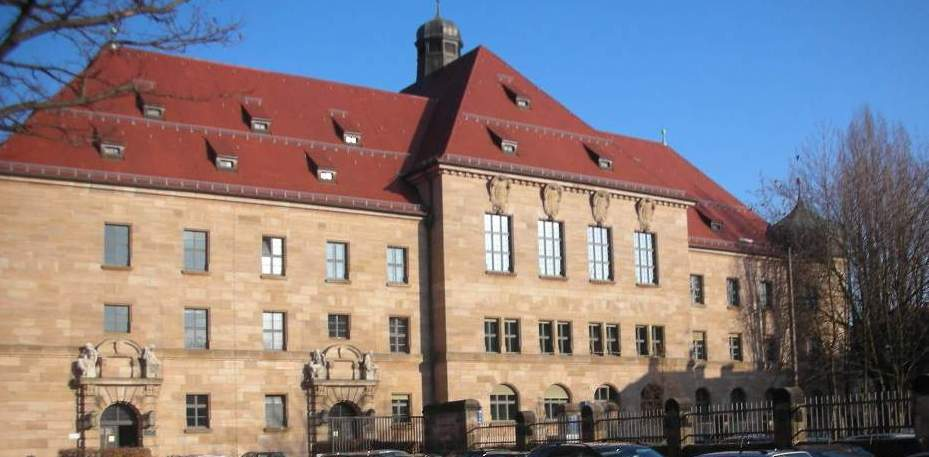
Tòa án ở Nürnberg, nơi diễn ra các vụ xét xử

### Thành viên

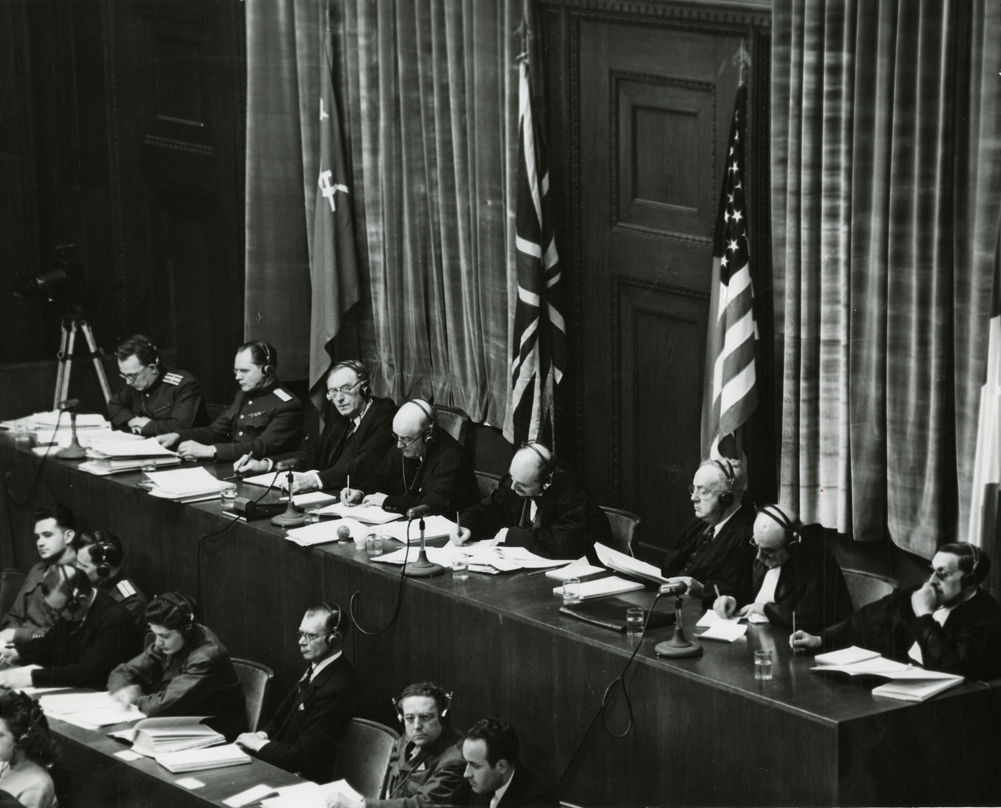
Các thẩm phán tại Nürnberg, từ trái sang phải: Volchkov, Nikitchenko, Birkett, Sir Geoffrey Lawrence, Biddle, Parker, Donnedieu de Vabres và Falco

## Tòa án

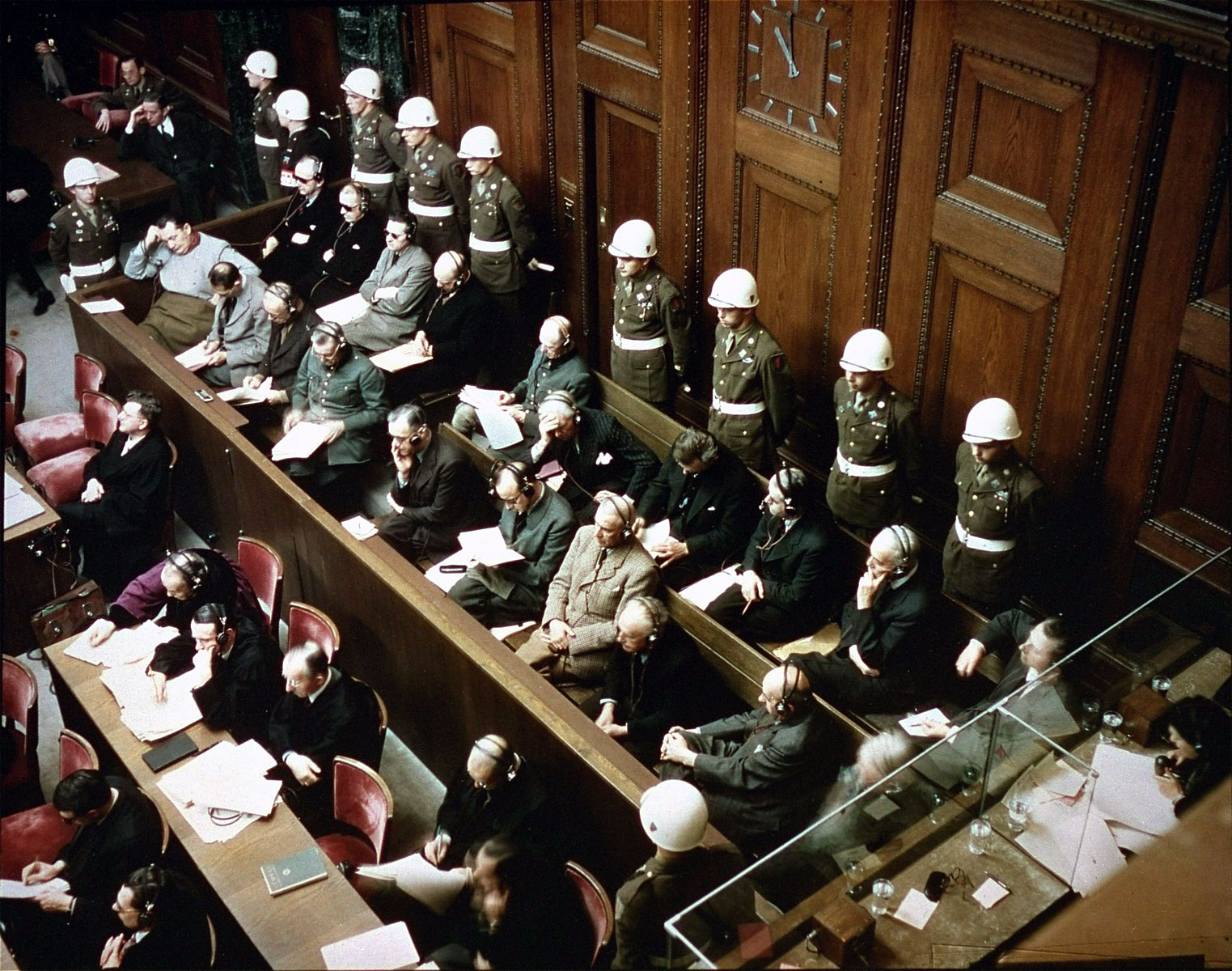
Ảnh màu hiếm về phiên tòa ở Nürnberg, cho thấy các bị cáo được canh gác bởi Cảnh sát quân sự Hoa Kỳ

## Kiểm tra trí thông minh và sức khỏe tâm thần

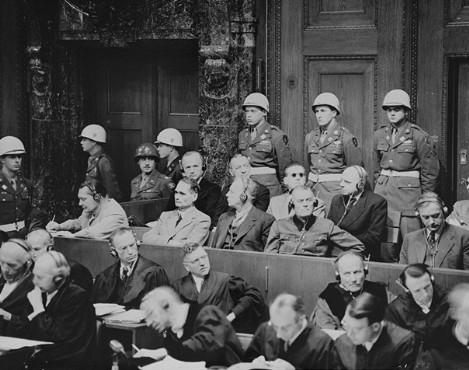
Các bị cáo nghe bằng chứng đã được dịch qua tai nghe

## Tổng quan phiên tòa

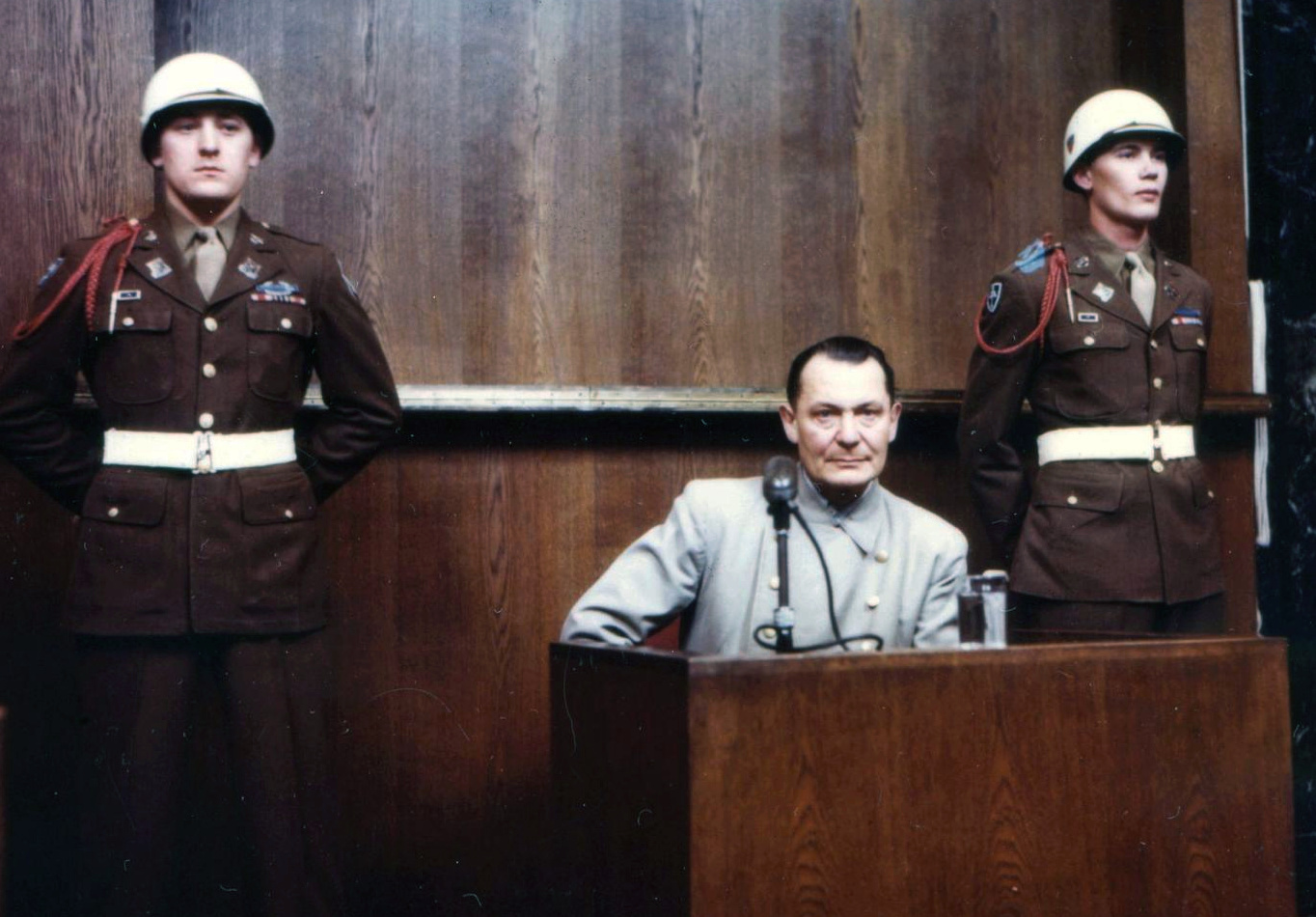
Hermann Göring bị thẩm vấn chéo